# Henri-Nicolas Frey
Pour les articles homonymes, voir Frey.
Henri-Nicolas Frey né le 9 janvier 1847 à Bocognano et mort le 6 janvier 1932 à Menton, est un militaire français, général de division des troupes coloniales. 
Il est notamment connu pour avoir dirigé les troupes françaises lors de la  bataille de Pékin du 14 et 15 août 1900 pendant la révolte des Boxers.

## Biographie
Henri-Nicolas Frey est né le 9 janvier 1847 à Bocognano en Corse. 
Fils de Henri Frey (1808 - 1887), officier de gendarmerie, puis juge de paix à Valensole, chevalier de la Légion d'honneur et de Jeanne Carréga (1814 - 1886).
Il se marie le 19 février 1894 à Asnières avec Julie Bertrand, épouse divorcée de Charles Apert. 

## Carrière militaire
Élève du Lycée Thiers puis du Prytanée national militaire, il rentre à l'École spéciale militaire de Saint-Cyr le 18 octobre 1866. 
Il est sous-lieutenant en 1868, lieutenant en 1870, capitaine en 1874, chef de bataillon en 1880.  
Il sert au bureau des troupes de l'infanterie de marine et est rapporteur du Comité technique des colonies.  
Il est lieutenant-colonel en 1884 au Tonkin puis colonel en 1887 au régiment colonial de Brest, puis au Sénégal.  
Colonel au 2e régiment d'infanterie de marine, il dirige une mission pendant la campagne du Soudan en 1885-1886. Il en tirera un livre, Campagne dans le Haut-Sénégal et dans le Haut-Niger (1885-1886), en 1888.
En 1893, il est nommé général de brigade et prend le commandement de la 3e brigade coloniale (1896-97). Inspecteur général, il effectue des missions en Nouvelle-Calédonie, à la Réunion et à Madagascar. 
En septembre 1894, il retrouve la Pierre de Possession qui avait été posée en 1756 à Mahé par Nicolas O'Murphy. Il tente de l'expédier en France à bord du SS Australien, mais un administrateur seychellois la récupère in extremis.
Au mois de juillet 1900, il prend le commandement des troupes françaises en Chine.
En août 1900, il participe à la bataille de Pékin avec ses hommes, en majorité des conscrits vietnamiens qui avaient vu peu d'action et sans expérience. Ils ont été envoyés à la hâte pour être débarqués près de Tianjin, arrivant un jour après les autres armées. Il contribue à la prise de la cité impériale le 15 août 1900.
En septembre 1900, après l'arrivée du général Voyron, Henri-Nicolas Frey prend le commandement de la Première brigade du corps expéditionnaire.
Général de division commandant la première division d'Infanterie coloniale, il est nommé Commandeur de la Légion d'honneur par décret du 12 juillet 1906 .

## Honneurs

### Décorations françaises
|  |  |  |  |

- Grand-officier de la Légion d'honneur (12 juillet 1906)[7]
- Médaille commémorative de l'expédition du Tonkin
- Médaille coloniale (agrafe Sénégal-Soudan)
- Médaille commémorative de l'expédition de Chine (1901)

### Décorations étrangères
- Commandeur de l'ordre du Dragon d'Annam
- Grand-officier de l'ordre royal du Cambodge
- Grand-officier de l'ordre de Léopold avec glaives
- Grand-officier de l'ordre d'Orange-Nassau avec glaives
- Grand-cordon de l'ordre d'Isabelle la Catholique
- 2e classe avec plaque de l'ordre de l'Aigle rouge
- Grand-cordon de l'ordre de Saint-Stanislas (Russie impériale)
- Grand-cordon de l'ordre de Sainte-Anne avec glaives
- Grand-cordon de l'ordre de la Couronne de Fer avec glaives